# Helmut Dauter
Helmut Dauter (9 de Agosto de 1919 - 30 de Abril de 1987) foi um comandante de U-Boot que serviu na Kriegsmarine durante a Segunda Guerra Mundial.